# Шабана Ахтар
Шабана Ахтар (урду شبانہ اختر; 5 квітня 1972 або 5 квітня 1970) — пакистанська легкоатлетка, яка виступала в бігу на короткі та середні дистанції, стрибках у довжину та висоту. Учасниця літніх Олімпійських ігор 1996 року, дворазова чемпіонка Південноазіатських ігор 1993 та 1995 років. Перша жінка, яка представляла Пакистан на Олімпійських іграх.

## Біографія
Шабана Ахтар народилася 5 квітня 1972 (за іншими даними, 1970).
У 1989—1998 роках 42 рази вигравала чемпіонат Пакистану з легкої атлетики в бігу на 100 метрів, бігу на 200 метрів, бігу на 400 метрів, стрибках у довжину, стрибках у висоту, естафеті 4×100 метрів та естафеті 4×400 метрів. Була рекордсменкою Пакистану у стрибках у довжину.
Двічі брала участь у чемпіонатах світу. У 1993 році в Штутгарті вибула в 1/8 фіналу в бігу на 100 метрів з результатом 12,76 секунди та бігу на 200 метрів (26,39). У 1995 році в Гетеборг вибула на тій же стадії на 100-метрівці (12,40). Двічі вигравала золоті медалі Південноазіатських ігор у стрибках у довжину: 1993 року в Даккі та 1995 року в Мадрасі. На Іграх 1995 року завершила змагання з національним рекордом, показавши результат 6,31 метра. Крім того, ще двічі виступала на Південноазіатських іграх: в 1989 в Ісламабаді і в 1991 в Коломбо.
У 1996 році увійшла до складу збірної Пакистану на літніх Олімпійських іграх в Атланті. У стрибках у довжину посіла у кваліфікації 33-те місце з результатом 5,80, програвши 78 сантиметрів найгіршій з тих, хто потрапив до фіналу, Вулі Патуліду, з Греції.
Ахтар стала першою жінкою, яка представляла Пакистан на Олімпійських іграх.
Того ж року завоювала чотири золоті медалі на Міжнародних жіночих іграх в Ісламабаді, встановивши нові рекорди в бігу на 100 і 200 метрів.
У 1997 році на Іграх жіночої спортивної солідарності ісламських країнах у Тегерані завоювала дві золоті медалі у стрибках у довжину та естафеті 4х200 метрів.
У 1998 році нагороджена національною спортивною премією «Тамга-і-Імтіаз».

## Особистий рекорд
- Стрибки в довжину — 6,31 (26 грудня 1995, Мадрас)[7][5]